# ۱۸۹۸، آخرین مردان ما در فیلیپین
۱۸۹۸، آخرین مردان ما در فیلیپین (اسپانیایی: 1898, Los últimos de Filipinas‎) یک فیلم جنگی درام اسپانیایی است که در سال ۲۰۱۶ منتشر شد.

## بازیگران
- لوئیس تسار
- خاویر گوتیه‌رس آلبارس
- آلوارو سروانتس
- کارا الخالده
- ادوآرد فرناندس
- میگل اِران
- کارلوس ایپولیتو